# Вонюшка
Вонюшка — река в России, протекает по Елабужскому району Республики Татарстан. Правый приток Анзирки, бассейн Камы.

## География
Вонюшка стекает с холмов на правобережье Камы в долину Вятки, теряя при этом несколько десятков метров высоты. Река начинается в лесу (Мортовское лесничество) северо-восточнее села Морты. Течёт на юг, на правом берегу остаётся деревня Токмашка. За ней поворачивает на юго-запад и впадает в Анзирку в 12 км от устья последней, напротив села Яковлево. Длина реки составляет 14 км.

## Данные водного реестра
По данным государственного водного реестра России относится к Камскому бассейновому округу, водохозяйственный участок реки — Вятка от города Вятские Поляны и до устья, речной подбассейн реки — Вятка. Речной бассейн реки — Кама.
Код объекта в государственном водном реестре — 10010300612111100040745.